# نادژدینو (شهرستان کالتاسینسکی، باشقیرستان)
نادژدینو (انگلیسی: Nadezhdino, Kaltasinsky District, Republic of Bashkortostan) یک شهرک در شهرستان کالتاسینسکی استان باشقیرستان کشور روسیه است.